# Buverchy
Buverchy är en kommun i departementet Somme i regionen Hauts-de-France i norra Frankrike. Kommunen ligger i kantonen Nesle som tillhör arrondissementet Péronne. År 2022 hade Buverchy 45 invånare.

## Befolkningsutveckling
Antalet invånare i kommunen Buverchy
| Referens: INSEE |